# 루이 비통 (디자이너)
루이비통(프랑스어: Louis Vuitton, 1821년 8월 4일~ 1892년 2월 27일)는 프랑스의 패션 디자이너로 명품 브랜드 루이비통의 창업자이다.

## 생애
루이비통은 프랑스 쥐라주의 소도시에서 농부의 아들로 태어났다. 그의 어머니는 10살 때 사망하였고, 아버지도 곧 병사하였다.
1835년 14살의 루이비통은 파리로 이주하여 상자 제작 회사에서 견습공으로 일했다. 1854년 33살에 결혼한 이후 다니던 회사를 떠났고 자신의 의류 회사를 설립했고, 나폴레옹 3세 때에는 의류 사업을 성공적으로 거두며 귀족을 대상으로 옷을 파는 일을 했다.
1871년, 프로이센-프랑스 전쟁 이후 비통은 다른 곳에 자신의 가게를 열었고 1년 후에는 다른 컬렉션을 선보이기도 했다. 1892년 70세를 일기로 사망하였다.